# 諾克斯伯勒 (紐約州)
諾克斯伯勒（英語：Knoxboro）是位於美國紐約州奧奈達縣的非建制地區。

## 歷史
諾克斯伯勒的郵局自1894年營運至今。

## 地理
諾克斯伯勒所處的海拔為高於海平面334米（即1096英呎），而該地所採用的時區為UTC-5，即北美东部时区（EST）。同時該地設有夏令時間，為UTC-5調快一小時，即UTC-4（EDT）。